# Open de Nice Côte d'Azur 2014
Open de Nice Côte d'Azur 2014 — тенісний турнір, що проходив на ґрунтових кортах у місті Ніцца, Франція з 19 травня. Належав до категорії ATP World Tour 250.

## Фінальна частина

### Одиночний розряд
Ернестс Гулбіс —  Федеріко Дельбоніс 6–1, 7–6(7–5)

### Парний розряд
Мартін Кліжан /  Філіпп Освальд —  Роган Бопанна /  Айсам-уль-Хак Куреші 6–2, 6–0